# Tour de France 2012
Tour de France 2012 var den 99. udgave af Tour de France, og begyndte den 30. juni 2012. Løbet startede, som i 2004, med en 6,4 km lang prolog i den belgiske by Liège.
Løbet blev en stor succes for Storbritannien da Bradley Wiggins (som første brite) vandt samlet foran landsmand og holdkammerat Chris Froome. Storbritannien endte med syv af etapesejrene. Mark Cavendish, André Greipel og Peter Sagan vandt tre etaper hver, men sidstnævnte var suveræn i pointkonkurrencen. Thomas Voeckler vandt to etaper og bjergtrøjen. Chris Anker Sørensen blev kåret som den mest angrebsivrige rytter.

## Deltagere

### Holdene
Argos-Shimano, Cofidis, Europcar og Saur-Sojasun var inviteret til at deltage sammen med de 18 UCI ProTeams.

#### UCI ProTeams
| Holdnavn                    | Land           | Kode | Cykelmærke      |
| --------------------------- | -------------- | ---- | --------------- |
| Ag2r-La Mondiale            | Frankrig       | ALM  | Kuota           |
| Astana Pro Team             | Kasakhstan     | AST  | Specialized     |
| BMC Racing Team             | USA            | BMC  | BMC             |
| Euskaltel-Euskadi           | Spanien        | EUS  | Orbea           |
| FDJ-BigMat                  | Frankrig       | FDJ  | Lapierre        |
| Garmin-Sharp                | USA            | GRS  | Cervélo         |
| Team Katusha                | Rusland        | KAT  | Canyon Bicycles |
| Lampre-ISD                  | Italien        | LAM  | Wilier          |
| Liquigas–Cannondale         | Italien        | LIQ  | Cannondale      |
| Lotto-Belisol               | Belgien        | LTB  | Ridley          |
| Movistar Team               | Spanien        | MOV  | Pinarello       |
| Omega Pharma-Quick Step     | Belgien        | OPQ  | Specialized     |
| Orica-GreenEDGE             | Australien     | OGE  | Scott           |
| Rabobank                    | Holland        | RAB  | Giant           |
| RadioShack-Nissan-Trek      | Luxembourg     | RNT  | Trek            |
| Team Saxo Bank-Tinkoff Bank | Danmark        | STB  | Specialized     |
| Team Sky                    | Storbritannien | SKY  | Pinarello       |
| Vacansoleil-DCM             | Holland        | VCD  | Bianchi         |

#### Professionelle kontinentalhold
| Holdnavn      | Land     | Kode | Cykelmærke |
| ------------- | -------- | ---- | ---------- |
| Argos-Shimano | Holland  | ARG  | Felt       |
| Cofidis       | Frankrig | COF  | Look       |
| Europcar      | Frankrig | EUC  | Colnago    |
| Saur-Sojasun  | Frankrig | SAU  | Time       |

### Ryttere
Danmark var repræsenteret ved Anders Lund, Michael Mørkøv, Chris Anker Sørensen, Nicki Sørensen (Team Saxo Bank-Tinkoff Bank) og Lars Bak (Lotto-Belisol). 153 af de 198 startende fuldførte løbet.
| Nationer                                                                                   | Antal ryttere |
| ------------------------------------------------------------------------------------------ | ------------- |
| Frankrig                                                                                   | 44            |
| Spanien                                                                                    | 21            |
| Holland                                                                                    | 18            |
| Italien                                                                                    | 15            |
| Belgien                                                                                    | 14            |
| Tyskland                                                                                   | 13            |
| Australien                                                                                 | 12            |
| USA                                                                                        | 8             |
| Danmark, Rusland, Storbritannien                                                           | 5             |
| Hviderusland, Kasakhstan, Slovenien                                                        | 4             |
| Slovakiet, Schweiz                                                                         | 3             |
| Irland, Portugal, Sverige, Sydafrika, Ukraine                                              | 2             |
| Argentina, Canada, Estland, Japan, Kroatien, Luxembourg, New Zealand, Norge, Polen, Østrig | 1             |
| Totalt                                                                                     | 198           |

## Etaper
| Etape     | Dato     | Start                     | Mål                          | Km       | Type          | Type        | Etapevinder              | Den gule trøje          |
| --------- | -------- | ------------------------- | ---------------------------- | -------- | ------------- | ----------- | ------------------------ | ----------------------- |
| Prolog    | 30. juni | Liège                     | Liège                        | 6,4      | Enkeltstart   | Prolog      | Fabian Cancellara (RNT)  | Fabian Cancellara (RNT) |
| 1. etape  | 1. juli  | Liège                     | Seraing                      | 198      | Flad etape    | Flad        | Peter Sagan (LIQ)        | Fabian Cancellara (RNT) |
| 2. etape  | 2. juli  | Visé                      | Tournai                      | 207,5    | Flad etape    | Flad        | Mark Cavendish (SKY)     | Fabian Cancellara (RNT) |
| 3. etape  | 3. juli  | Orchies                   | Boulogne-sur-Mer             | 197      | Kuperet etape | Kuperet     | Peter Sagan (LIQ)        | Fabian Cancellara (RNT) |
| 4. etape  | 4. juli  | Abbeville                 | Rouen                        | 214,5    | Flad etape    | Flad        | André Greipel (LTB)      | Fabian Cancellara (RNT) |
| 5. etape  | 5. juli  | Rouen                     | Saint-Quentin                | 196,5    | Flad etape    | Flad        | André Greipel (LTB)      | Fabian Cancellara (RNT) |
| 6. etape  | 6. juli  | Épernay                   | Metz                         | 207,5    | Flad etape    | Flad        | Peter Sagan (LIQ)        | Fabian Cancellara (RNT) |
| 7. etape  | 7. juli  | Tomblaine                 | La Planche des Belles Filles | 199      | Kuperet etape | Kuperet     | Chris Froome (SKY)       | Bradley Wiggins (SKY)   |
| 8. etape  | 8. juli  | Belfort                   | Porrentruy                   | 157,5    | Kuperet etape | Kuperet     | Thibaut Pinot (FDJ)      | Bradley Wiggins (SKY)   |
| 9. etape  | 9. juli  | Arc-et-Senans             | Besançon                     | 41,5     | Enkeltstart   | Enkeltstart | Bradley Wiggins (SKY)    | Bradley Wiggins (SKY)   |
| H         | 10. juli | Hviledag                  | Hviledag                     | Hviledag | Hviledag      | Hviledag    | Hviledag                 | Hviledag                |
| 10. etape | 11. juli | Mâcon                     | Bellegarde-sur-Valserine     | 194,5    | Bjergetape    | Bjergetape  | Thomas Voeckler (EUC)    | Bradley Wiggins (SKY)   |
| 11. etape | 12. juli | Albertville               | La Toussuire - Les Sybelles  | 148      | Bjergetape    | Bjergetape  | Pierre Rolland (EUC)     | Bradley Wiggins (SKY)   |
| 12. etape | 13. juli | Saint-Jean-de-Maurienne   | Annonay                      | 226      | Kuperet etape | Kuperet     | David Millar (GRS)       | Bradley Wiggins (SKY)   |
| 13. etape | 14. juli | Saint-Paul-Trois-Châteaux | Cap d'Agde                   | 217      | Flad etape    | Flad        | André Greipel (LTB)      | Bradley Wiggins (SKY)   |
| 14. etape | 15. juli | Limoux                    | Foix                         | 191      | Bjergetape    | Bjergetape  | Luis León Sánchez (RAB)  | Bradley Wiggins (SKY)   |
| 15. etape | 16. juli | Samatan                   | Pau                          | 158,5    | Flad etape    | Flad        | Pierrick Fédrigo (FDJ)   | Bradley Wiggins (SKY)   |
| H         | 17. juli | Hviledag                  | Hviledag                     | Hviledag | Hviledag      | Hviledag    | Hviledag                 | Hviledag                |
| 16. etape | 18. juli | Pau                       | Bagnères-de-Luchon           | 197      | Bjergetape    | Bjergetape  | Thomas Voeckler (EUC)    | Bradley Wiggins (SKY)   |
| 17. etape | 19. juli | Bagnères-de-Luchon        | Peyragudes                   | 143,5    | Bjergetape    | Bjergetape  | Alejandro Valverde (MOV) | Bradley Wiggins (SKY)   |
| 18. etape | 20. juli | Blagnac                   | Brive-la-Gaillarde           | 222,5    | Flad etape    | Flad        | Mark Cavendish (SKY)     | Bradley Wiggins (SKY)   |
| 19. etape | 21. juli | Bonneval                  | Chartres                     | 53,5     | Enkeltstart   | Enkeltstart | Bradley Wiggins (SKY)    | Bradley Wiggins (SKY)   |
| 20. etape | 22. juli | Rambouillet               | Paris – Champs-Élysées       | 120      | Flad etape    | Flad        | Mark Cavendish (SKY)     | Bradley Wiggins (SKY)   |

## Trøjernes fordeling gennem løbet
| Etape  | Vinder             | Gule førertrøje Maillot jaune | Prikkede bjergtrøje Maillot à pois rouges | Grønne pointtrøje Maillot vert | Hvide ungdomstrøje Maillot blanc | Holdkonkurrence Classement par équipe | Angrebskonkurrence Prix de combativité |
| ------ | ------------------ | ----------------------------- | ----------------------------------------- | ------------------------------ | -------------------------------- | ------------------------------------- | -------------------------------------- |
| Prolog | Fabian Cancellara  | Fabian Cancellara             | ikke uddelt                               | Fabian Cancellara              | Tejay van Garderen               | Team Sky                              | ikke uddelt (prolog)                   |
| 1      | Peter Sagan        | Fabian Cancellara             | Michael Mørkøv                            | Fabian Cancellara              | Tejay van Garderen               | Team Sky                              | Nicolas Edet                           |
| 2      | Mark Cavendish     | Fabian Cancellara             | Michael Mørkøv                            | Peter Sagan                    | Tejay van Garderen               | Team Sky                              | Anthony Roux                           |
| 3      | Peter Sagan        | Fabian Cancellara             | Michael Mørkøv                            | Peter Sagan                    | Tejay van Garderen               | Team Sky                              | Michael Mørkøv                         |
| 4      | André Greipel      | Fabian Cancellara             | Michael Mørkøv                            | Peter Sagan                    | Tejay van Garderen               | Team Sky                              | Yukiya Arashiro                        |
| 5      | André Greipel      | Fabian Cancellara             | Michael Mørkøv                            | Peter Sagan                    | Tejay van Garderen               | Team Sky                              | Matthieu Ladagnous                     |
| 6      | Peter Sagan        | Fabian Cancellara             | Michael Mørkøv                            | Peter Sagan                    | Tejay van Garderen               | Team Sky                              | David Zabriskie                        |
| 7      | Chris Froome       | Bradley Wiggins               | Chris Froome                              | Peter Sagan                    | Rein Taaramäe                    | Team Sky                              | Luis León Sánchez                      |
| 8      | Thibaut Pinot      | Bradley Wiggins               | Fredrik Kessiakoff                        | Peter Sagan                    | Rein Taaramäe                    | RadioShack-Nissan-Trek                | Fredrik Kessiakoff                     |
| 9      | Bradley Wiggins    | Bradley Wiggins               | Fredrik Kessiakoff                        | Peter Sagan                    | Tejay van Garderen               | RadioShack-Nissan-Trek                | ikke uddelt (enkeltstart)              |
| 10     | Thomas Voeckler    | Bradley Wiggins               | Thomas Voeckler                           | Peter Sagan                    | Tejay van Garderen               | RadioShack-Nissan-Trek                | Thomas Voeckler                        |
| 11     | Pierre Rolland     | Bradley Wiggins               | Fredrik Kessiakoff                        | Peter Sagan                    | Tejay van Garderen               | RadioShack-Nissan-Trek                | Pierre Rolland                         |
| 12     | David Millar       | Bradley Wiggins               | Fredrik Kessiakoff                        | Peter Sagan                    | Tejay van Garderen               | RadioShack-Nissan-Trek                | Robert Kišerlovski                     |
| 13     | André Greipel      | Bradley Wiggins               | Fredrik Kessiakoff                        | Peter Sagan                    | Tejay van Garderen               | RadioShack-Nissan-Trek                | Michael Mørkøv                         |
| 14     | Luis León Sánchez  | Bradley Wiggins               | Fredrik Kessiakoff                        | Peter Sagan                    | Tejay van Garderen               | RadioShack-Nissan-Trek                | Peter Sagan                            |
| 15     | Pierrick Fédrigo   | Bradley Wiggins               | Fredrik Kessiakoff                        | Peter Sagan                    | Tejay van Garderen               | RadioShack-Nissan-Trek                | Nicki Sørensen                         |
| 16     | Thomas Voeckler    | Bradley Wiggins               | Thomas Voeckler                           | Peter Sagan                    | Tejay van Garderen               | RadioShack-Nissan-Trek                | Thomas Voeckler                        |
| 17     | Alejandro Valverde | Bradley Wiggins               | Thomas Voeckler                           | Peter Sagan                    | Tejay van Garderen               | RadioShack-Nissan-Trek                | Alejandro Valverde                     |
| 18     | Mark Cavendish     | Bradley Wiggins               | Thomas Voeckler                           | Peter Sagan                    | Tejay van Garderen               | RadioShack-Nissan-Trek                | Aleksandr Vinokurov                    |
| 19     | Bradley Wiggins    | Bradley Wiggins               | Thomas Voeckler                           | Peter Sagan                    | Tejay van Garderen               | RadioShack-Nissan-Trek                | ikke uddelt (enkeltstart)              |
| 20     | Mark Cavendish     | Bradley Wiggins               | Thomas Voeckler                           | Peter Sagan                    | Tejay van Garderen               | RadioShack-Nissan-Trek                | ikke uddelt                            |
| Samlet | Samlet             | Bradley Wiggins               | Thomas Voeckler                           | Peter Sagan                    | Tejay van Garderen               | RadioShack-Nissan-Trek                | Chris Anker Sørensen                   |

## Slutresultater
|    | Rytter                      | Hold                   | Tid      |
| -- | --------------------------- | ---------------------- | -------- |
| 1  | Bradley Wiggins (GBR)       | Team Sky               | 87:34.47 |
| 2  | Chris Froome (GBR)          | Team Sky               | + 3.21   |
| 3  | Vincenzo Nibali (ITA)       | Liquigas–Cannondale    | + 6.19   |
| 4  | Jurgen Van Den Broeck (BEL) | Lotto-Belisol          | + 10.15  |
| 5  | Tejay van Garderen (USA)    | BMC Racing Team        | + 11.04  |
| 6  | Haimar Zubeldia (ESP)       | RadioShack-Nissan-Trek | + 15.41  |
| 7  | Cadel Evans (AUS)           | BMC Racing Team        | + 15.49  |
| 8  | Pierre Rolland (FRA)        | Europcar               | + 16.26  |
| 9  | Janez Brajkovič (SLO)       | Astana Pro Team        | + 16.33  |
| 10 | Thibaut Pinot (FRA)         | FDJ-BigMat             | + 17.17  |

|    | Rytter                     | Hold                        | Point |
| -- | -------------------------- | --------------------------- | ----- |
| 1  | Peter Sagan (SVK)          | Liquigas–Cannondale         | 421   |
| 2  | André Greipel (GER)        | Lotto-Belisol               | 280   |
| 3  | Matthew Goss (AUS)         | Orica-GreenEDGE             | 268   |
| 4  | Mark Cavendish (GBR)       | Team Sky                    | 220   |
| 5  | Edvald Boasson Hagen (NOR) | Team Sky                    | 160   |
| 6  | Bradley Wiggins (GBR)      | Team Sky                    | 144   |
| 7  | Chris Froome (GBR)         | Team Sky                    | 126   |
| 8  | Luis León Sánchez (ESP)    | Rabobank                    | 104   |
| 9  | Juan José Haedo (ARG)      | Team Saxo Bank-Tinkoff Bank | 102   |
| 10 | Cadel Evans (AUS)          | BMC Racing Team             | 100   |

|    | Rytter                     | Hold                        | Point |
| -- | -------------------------- | --------------------------- | ----- |
| 1  | Thomas Voeckler (FRA)      | Europcar                    | 135   |
| 2  | Fredrik Kessiakoff (SWE)   | Astana Pro Team             | 123   |
| 3  | Chris Anker Sørensen (DEN) | Team Saxo Bank-Tinkoff Bank | 77    |
| 4  | Pierre Rolland (FRA)       | Europcar                    | 63    |
| 5  | Alejandro Valverde (ESP)   | Movistar Team               | 51    |
| 6  | Chris Froome (GBR)         | Team Sky                    | 48    |
| 7  | Egoi Martínez (ESP)        | Euskaltel-Euskadi           | 43    |
| 8  | Thibaut Pinot (FRA)        | FDJ-BigMat                  | 40    |
| 9  | Brice Feillu (FRA)         | Saur-Sojasun                | 38    |
| 10 | Daniel Martin (IRL)        | Garmin-Sharp                | 34    |

|    | Rytter                     | Hold                | Tid       |
| -- | -------------------------- | ------------------- | --------- |
| 1  | Tejay van Garderen (USA)   | BMC Racing Team     | 87:45.51  |
| 2  | Thibaut Pinot (FRA)        | FDJ-BigMat          | + 6.13    |
| 3  | Steven Kruijswijk (NED)    | Rabobank            | + 1:05.48 |
| 4  | Rein Taaramäe (EST)        | Cofidis             | + 1:16.48 |
| 5  | Gorka Izagirre (ESP)       | Euskaltel-Euskadi   | + 1:21.15 |
| 6  | Rafael Valls (ESP)         | Vacansoleil-DCM     | + 1:26.53 |
| 7  | Peter Sagan (SVK)          | Liquigas–Cannondale | + 1:27.33 |
| 8  | Dominik Nerz (GER)         | Liquigas–Cannondale | + 1:31.08 |
| 9  | Edvald Boasson Hagen (NOR) | Team Sky            | + 1:41.30 |
| 10 | Davide Malacarne (ITA)     | Europcar            | + 1:46.41 |

### Holdkonkurrencen
| Pos. | Hold                   | Tid       |
| ---- | ---------------------- | --------- |
| 1    | RadioShack-Nissan-Trek | 263:12.14 |
| 2    | Team Sky               | + 5.46    |
| 3    | BMC Racing Team        | + 36.29   |
| 4    | Astana Pro Team        | + 43.22   |
| 5    | Liquigas–Cannondale    | + 1:04.55 |
| 6    | Movistar Team          | + 1:08.16 |
| 7    | Europcar               | + 1:08.46 |
| 8    | Team Katusha           | + 1:12.46 |
| 9    | FDJ-BigMat             | + 1:19.30 |
| 10   | Ag2r-La Mondiale       | + 1:41.15 |

## Udgåede ryttere
Ryttere der trak sig, blev diskvalificerede eller skadede.
| Type | Etape | Rytter              | Hold                    | Årsag                                                           |
| ---- | ----- | ------------------- | ----------------------- | --------------------------------------------------------------- |
| DNF  | 3     | Kanstantsin Siutsou | Team Sky                | Styrtede på 3. etape                                            |
| DNF  | 3     | José Joaquín Rojas  | Movistar Team           | Styrtede på 3. etape                                            |
| DNS  | 4     | Maarten Tjallingii  | Rabobank                | Brækkede hoften i et styrt på 3. etape                          |
| DNF  | 5     | Marcel Kittel       | Argos-Shimano           | Sygdom                                                          |
| DNF  | 6     | Mikel Astarloza     | Euskaltel-Euskadi       | Styrtede på 6. etape                                            |
| DNF  | 6     | Davide Viganò       | Lampre-ISD              | Styrtede på 6. etape                                            |
| DNF  | 6     | Tom Danielson       | Garmin-Sharp            | Styrtede på 6. etape                                            |
| DNF  | 6     | Wout Poels          | Vacansoleil-DCM         | Styrtede på 6. etape                                            |
| DNS  | 7     | Johannes Fröhlinger | Argos-Shimano           | Styrtede på 6. etape                                            |
| DNS  | 7     | Anthony Delaplace   | Sojasun                 | Styrtede på 6. etape                                            |
| DNS  | 7     | Imanol Erviti       | Movistar Team           | Styrtede på 6. etape                                            |
| DNS  | 7     | Iván Gutiérrez      | Movistar Team           | Styrtede på 6. etape                                            |
| DNS  | 7     | Maarten Wynants     | Rabobank                | Styrtede på 6. etape                                            |
| DNS  | 7     | Amets Txurruka      | Euskaltel-Euskadi       | Styrtede på 6. etape                                            |
| DNS  | 7     | Óscar Freire        | Team Katusha            | Styrtede på 6. etape                                            |
| DNS  | 7     | Hubert Dupont       | Ag2r-La Mondiale        | Styrtede på 6. etape                                            |
| DNS  | 7     | Ryder Hesjedal      | Garmin-Sharp            | Styrtede på 6. etape                                            |
| DNS  | 7     | Robert Hunter       | Garmin-Sharp            | Styrtede på 6. etape                                            |
| DNF  | 8     | Samuel Sanchez      | Euskaltel-Euskadi       | Styrtede på 8. etape                                            |
| DNF  | 8     | Gorka Verdugo       | Euskaltel-Euskadi       | Stod af på etapen                                               |
| DNS  | 10    | Tony Martin         | Omega Pharma-Quick Step | Brækkede hånden tilbage på 1. etape                             |
| DNS  | 10    | Rémy Di Gregorio    | Cofidis                 | Misbrug af doping                                               |
| DNS  | 10    | Matthew Lloyd       | Lampre-ISD              | Styrtede på 8. etape                                            |
| DNS  | 11    | Fabian Cancellara   | RadioShack-Nissan-Trek  | Trak sig til fordel for konens fødsel                           |
| DNF  | 11    | Lieuwe Westra       | Vacansoleil-DCM         | Sygdom                                                          |
| DNF  | 11    | Rob Ruijgh          | Vacansoleil-DCM         | Stod af på etapen                                               |
| DNF  | 11    | Gustav Larsson      | Vacansoleil-DCM         | Stod af på etapen                                               |
| DNF  | 11    | Mark Renshaw        | Rabobank                | Stod af på etapen                                               |
| DNF  | 11    | Bauke Mollema       | Rabobank                | Stod af på etapen                                               |
| HD   | 11    | Jurij Krivtsov      | Lampre-ISD              | Faldt for tidsgrænsen                                           |
| HD   | 11    | Alessandro Petacchi | Lampre-ISD              | Faldt for tidsgrænsen                                           |
| DNS  | 12    | Robert Gesink       | Rabobank                | Styrtede på 6. etape – Påvirkningerne af styrtet blev for meget |
| DNS  | 12    | Tom Veelers         | Argos-Shimano           | Trak sig fra løbet                                              |
| DNF  | 12    | David Moncoutié     | Cofidis                 | Styrtede på 12. etape                                           |
| DNF  | 13    | Tony Gallopin       | RadioShack-Nissan-Trek  | Sygdom                                                          |
| DNF  | 14    | Robert Kiserlovski  | Astana Pro Team         | Styrtede på 14. etape                                           |
| DNF  | 15    | Sylvain Chavanel    | Omega Pharma-Quick Step | Sygdom                                                          |
| DNF  | 15    | Vincent Jérôme      | Europcar                | Stod af på etapen                                               |
| DNF  | 15    | Giovanni Bernaudeau | Europcar                | stod af på etapen                                               |
| DNF  | 15    | Brett Lancaster     | Team Jayco AlUla        | Stod af på etapen                                               |
| DNF  | 15    | Kenny van Hummel    | Vacansoleil-DCM         | Stod af på etapen                                               |
| DNF  | 15    | Yauheni Hutarovich  | FDJ-BigMat              | Stod af på etapen                                               |
| DNS  | 16    | Fränk Schleck       | RadioShack-Nissan-Trek  | Trukket ud af løbet – mistanke om dopingmisbrug                 |
| DNF  | 16    | Vladimir Gusev      | Team Katusha            | Styrtede på 16. etape                                           |

- DNS (did not start) = Startede ikke på etapen
- DNF (did not finish) = Fuldførte ikke etapen
- HD (hors délais) = Kom ikke i mål inden for tidsgrænsen